# Reynhardt Louw
Reynhardt Louw (ur. 19 sierpnia 1997) – południowoafrykański zapaśnik walczący w stylu wolnym. Brązowy medalista mistrzostw Wspólnoty Narodów w 2017 i mistrzostw Afryki w 2018. Wicemistrz Afryki juniorów w 2015 i 2017 roku.